# Escuela Libre Paideia
Escuela Libre Paideia (Mérida, Badajoz, España, enero de 1978) es una escuela que funciona de manera autogestionaria; es decir, no sigue las costumbres ni formas de la enseñanza oficial, sea estatal o privada. Sus orígenes se encuentran en una "Experiencia de Educación en Libertad", realizada en Fregenal de la Sierra (Badajoz), en la Escuela Hogar "Nertóbriga", que fue abortada por la administración. Ante la imposibilidad de llevar a cabo una educación libre en la escuela pública, por la persecución de dicho organismo a Josefa Martín Luengo, decide crear la Escuela Libre Paideia, labor a la que dedicó toda su vida.

## Sistema educativo
Esta “escuela de la anarquía” pone en el centro de su sistema educativo al alumnado, cuyo aprendizaje ha de tener una “utilidad social y no competitiva”. “No enseñamos, sino que facilitamos que el niño o la niña aprenda desde sí misma y lo aprendido lo comunique a los demás”, indica su profesorado, añadiendo que "nuestro trabajo educativo consiste en adaptar nuestra competencia como personas adultas a la suya y no en trasmitir una competencia que aún no tienen”. Son los niños y niñas las que, en régimen de igualdad y a través de la asamblea, que se halla en el centro de todo, escogen qué y cómo quieren estudiar.

## Misión
La Escuela Libre Paideia trata de:
- Devolver las tareas educativas y de aprendizaje a sus protagonistas: Las personas y los grupos naturales que configuran.
- Integración de la actividad manual e intelectual.
- Distribución igualitaria del aprendizaje: la misma cantidad de educación para todo el mundo.
- Defensa y aprendizaje de los derechos y libertades individuales y colectivos.
- Desarrollo de la crítica constante del sistema establecido.
- Constante experimentación de nuevas formas de aprendizaje y educación.
- Relaciones vivenciales basadas en el respeto a la persona, la ayuda mutua y la solidaridad.
- Rechazo constante de la violencia en cualquiera de sus formas: Física, oral, mental, psicológica, a todos los niveles, desde el interpersonal, al grupal, social, nacional e internacional.
- Defensa de las particularidades personales, que requieren, tolerancia, defensa de la autoestima, respeto al ritmo de desarrollo y aprendizaje, aceptación afectiva y diálogo lógico y razonado.
- Facilitación de los medios necesarios para construir el autoaprendizaje; enseñando a pensar y a proyectar lo aprendido hacia otras personas que lo requieran o necesiten.
- Desarrollar la autonomía personal, afectiva e intelectual, para autodeterminarse y autogestionarse.
- Evitar la explotación del alumnado, al cual se somete a una constante competición y jornada excesiva, con la finalidad de alcanzar y cubrir puestos de privilegio en la sociedad.
- La ausencia de confesionalismo ideológicos, doctrinales y todo tipo de dogmatismo.
- Cada alumno proyectará según sus posibilidades y se le aportará según sus necesidades.
- La práctica y defensa de los valores de la anarquía: La igualdad, la solidaridad, la libertad responsable, la ayuda mutua, la justicia y la búsqueda constante de la felicidad.

## Funcionamiento
El aporte económico que hacen padres y madres es el mínimo y debe cubrir: transporte escolar, desayuno, comida, merienda, material escolar, desperfectos y desgaste de edificios. La remuneración de las personas que trabajan a tiempo completo en la escuela se parte del sobrante de los gastos. Además de estos aportes, algunos padres entregan una cuota de solidaridad, que supone una cantidad mayor a la estipulada. Nadie deja de asistir a la escuela por cuestiones económicas, ya que el colectivo asume esas situaciones siempre que se presentan.
Algunos colectivos e individuos libertarios o anarquistas ayudan ya sea con alimentos, material o ciertas cantidades monetarias que alivian el constante déficit de la escuela.